# ان‌جی‌سی ۴۴۷
ان‌جی‌سی ۴۴۷ (انگلیسی: NGC 447) نام یک کهکشان مارپیچی در صورت فلکی ماهی است.